# Quintet
K.K. Quintet (jap. 株式会社クインテット, Kabushiki kaisha Kuintetto; von engl. für Quintett) ist ein 1989 gegründetes japanisches Entwicklerstudio für Computerspiele.

## Unternehmensgeschichte
Quintet hat sich besonders in den 1990er Jahren durch hochwertige Spiele für den Publisher Enix (heute Square Enix) hervorgetan.
Die Website des Studios www.quintet.co.jp war im August 2023 nicht online.
Die Gründer von Quintet haben sich ursprünglich von der Nihon Falcom Corporation abgespaltet und waren unter anderen für die ersten beiden Spiele der Ys und Asteka (Tombs & Treasure) Reihe verantwortlich.
Heute sind die Mitarbeiter von Quintet immer noch verteilt in der Entwicklung diverser Spiele involviert, zum Beispiel Super Robot Wars oder Mystic Heroes.

## Spiele
- Actraiser SNES (1990) – Veröffentlicht in JAP, US, EUR
- Soul Blazer SNES (1992) – Veröffentlicht in JAP, US, EUR
- Illusion of Time SNES (1993) – Veröffentlicht in JAP, US, EUR
- Actraiser II SNES (1993) – Veröffentlicht in JAP, US, EUR
- Robotrek/Slapstick SNES (1994) – Veröffentlicht in JAP, US
- Terranigma SNES (1995) – Veröffentlicht in JAP, EUR
- Granstream Saga PSOne (1997) – Veröffentlicht in JAP, US, EUR
- Solo Crisis Saturn (1997) – Veröffentlicht in JAP
- Code R Saturn (1998) – Veröffentlicht in JAP
- Brightis PSOne (1999) – Veröffentlicht in JAP
- Planet Laika PSOne (1999) – Veröffentlicht in JAP
- Godzilla Generations Dreamcast (2000) – Veröffentlicht in JAP
- The Zero Yon PSOne (2001) – Veröffentlicht in JAP